# Llebre corsa
La llebre corsa o, en alguerès, llebre corsegana (Lepus corsicanus) és una espècie de llebre originària d'Itàlia i de l'illa de Còrsega (França). Viu en hàbitats de tipus mediterrani, a altituds de fins a 1.500 metres.
Ha estat perjudicada per la introducció en els seus hàbitats de la llebre comuna (Lepus europaeus), no només per la competició que representa sinó perquè l'espècie introduïda és portadora de malalties que estan matant exemplars de L. corsicanus. A més, tot i ser una espècie protegida, la dificultat de distingir al camp les dues espècies fa que L. corsicanus acabi essent abatuda pels caçadors en els llocs on coincideix amb L. europaeus, que sí que es pot caçar.
Les seves poblacions també estan amenaçades per la reducció de l'hàbitat.